# Diamantknoten
Der Diamantknoten ist ein Stopperknoten, der sowohl für Befestigungszwecke als auch für Schmuck und Zierde verwendet wird.

## Anwendung
Als Zierknoten wird der Diamantknoten häufig an Lederbändeln in Verbindung mit Schmuck verwendet. Bei den Pfadfindern ist er Bestandteil der Woodbadges, einer hohen Auszeichnung. Seeleute verwenden ihn an Pfeifenkordeln oder als verzierte Griffleinen am Taschenmesser oder an Reißverschlüssen.
Beim Klettern kann er als Knotenschlinge bzw. „Klemmkeil-Ersatz“ eingesetzt werden, wenn das Felsmaterial die Verwendung von metallenen Klemmkeilen nicht gestattet, wie z. B. im Elbsandsteingebirge.
Beim Tauwerkschäkel (auch Dyneema-Schäkel) dient ein Diamantknoten als Verschluss.
Auf Schiffen wurde der Diamantknoten an Klüverbaum-Fußpferden und später an Fallreeps, Jochleinen und Glockenseilen verwendet

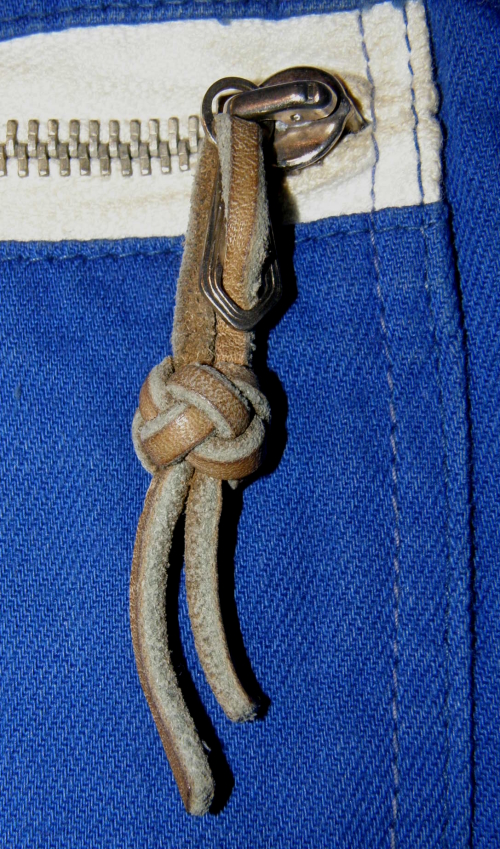
Als Zipper
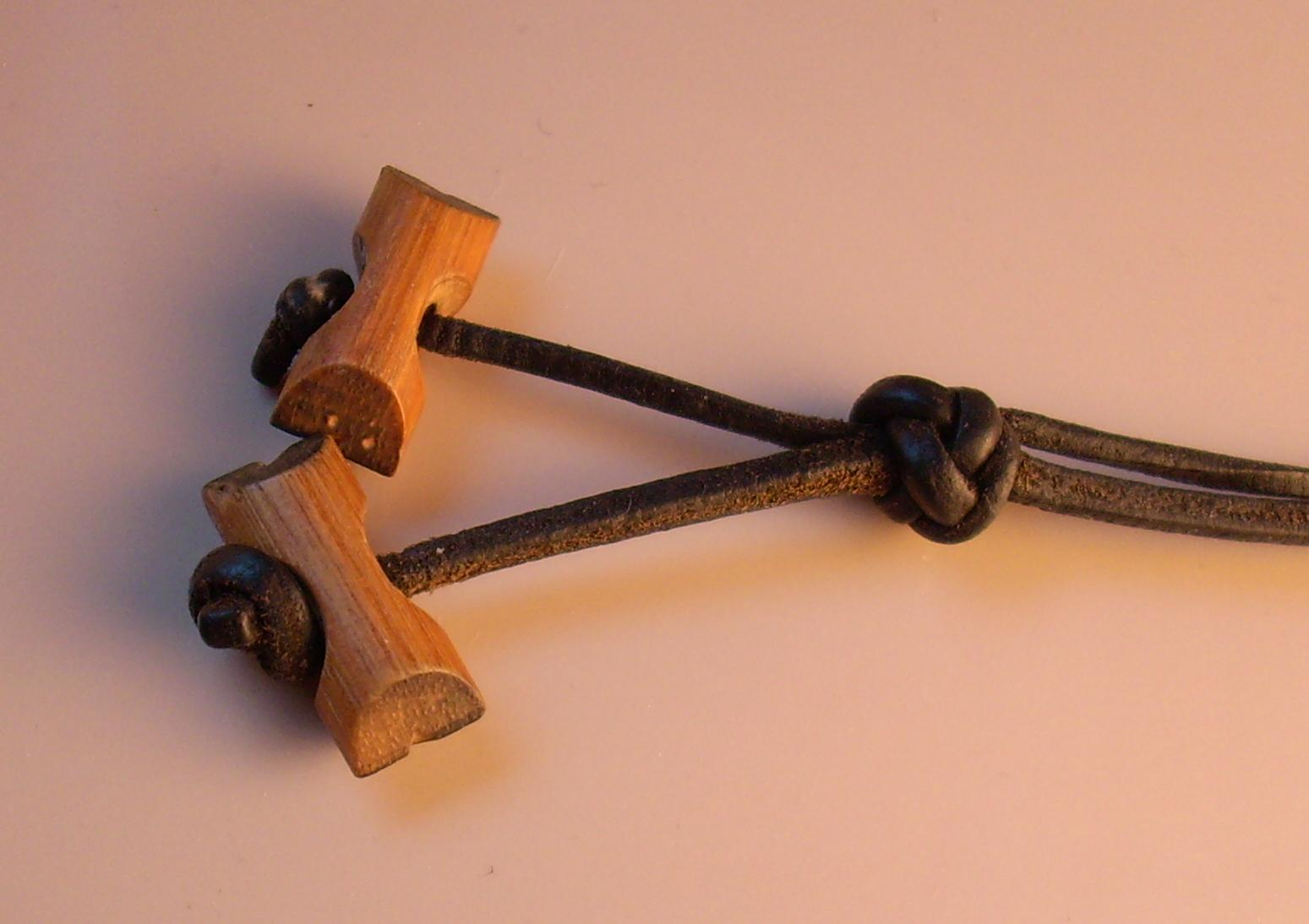
Pfadfinder-Woodbadge
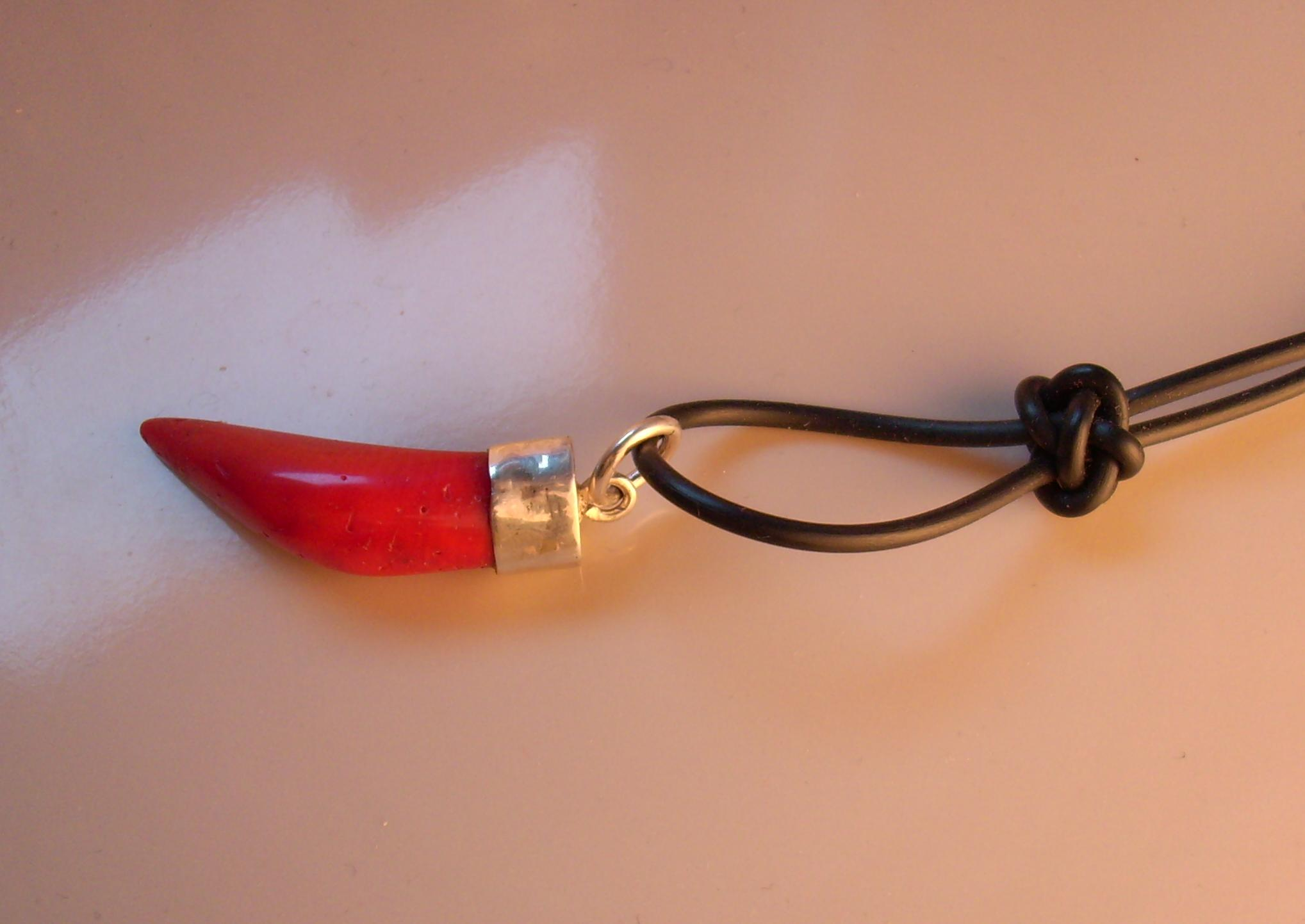
Diamantknoten an einer Halskette mit Anhänger
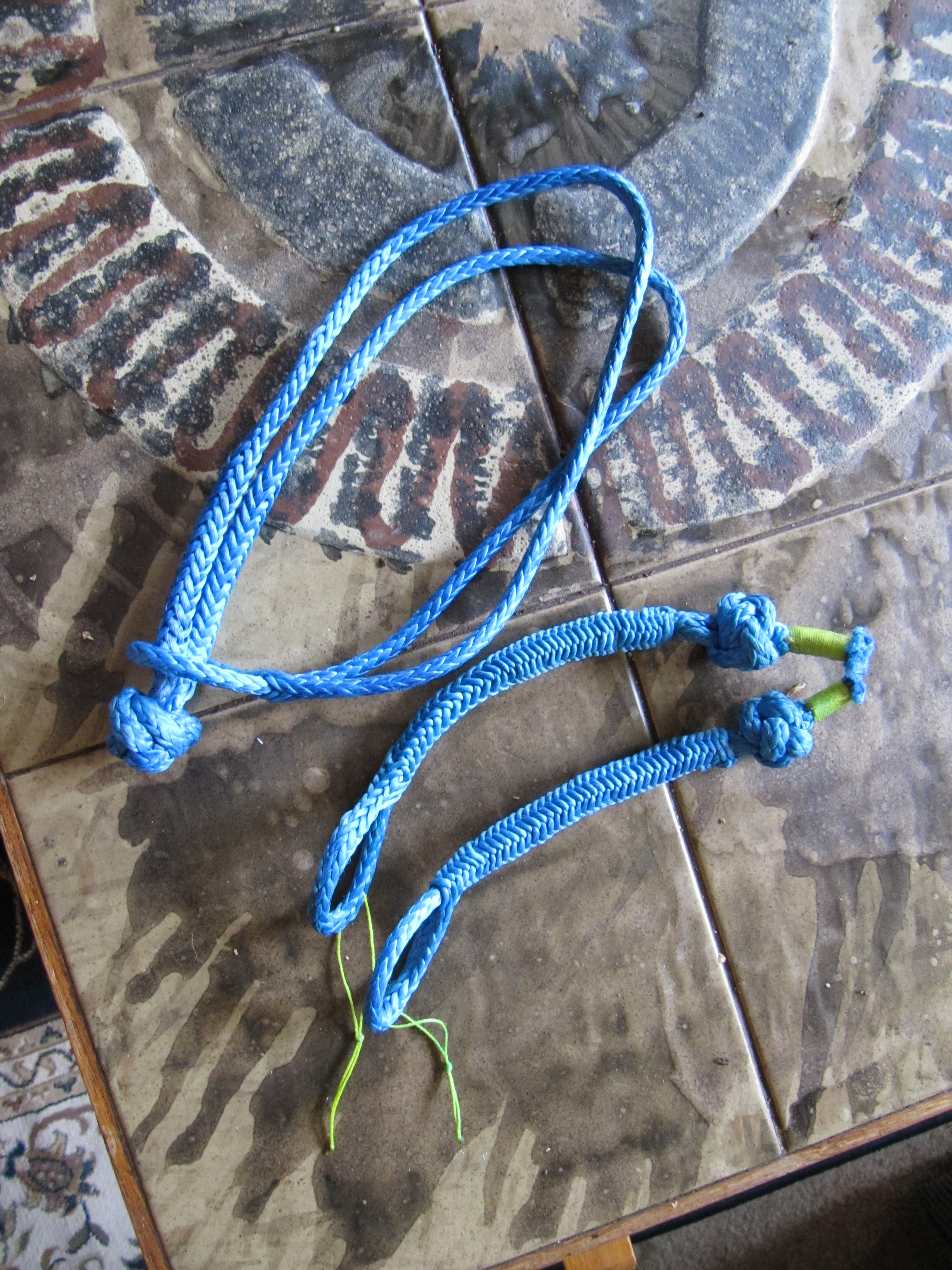
Diamantknoten als Verschluss

## Knüpfen

### Zwei-Strang-Diamantknoten
Der Diamantknoten ist schwierig zu knüpfen. Zur besseren Übersicht werden hier zwei verschiedenfarbige Leinen gezeigt. Wenn nur eine Leine verwendet wird, sind die langen Enden hier im Bild an einem Stück und ergeben eine Schlaufe.
Begonnen wird mit einem Trossenstek. Dann werden die zwei losen Enden oberhalb von der Schlaufe (also den beiden langen Enden hier in der Bildreihe) in gleichbleibender Drehrichtung um den Knoten herumgeführt (über die langen Enden), und von hinten nach vorne durch die Mitte gezogen. Nun werden die beiden Enden oben zusammengenommen, ebenso die beiden, die die Schlaufe bilden unten. Durch sorgfältigen Zug nach oben und unten bildet sich der Knoten. Manchmal hilft leichtes gleichzeitiges Schütteln.

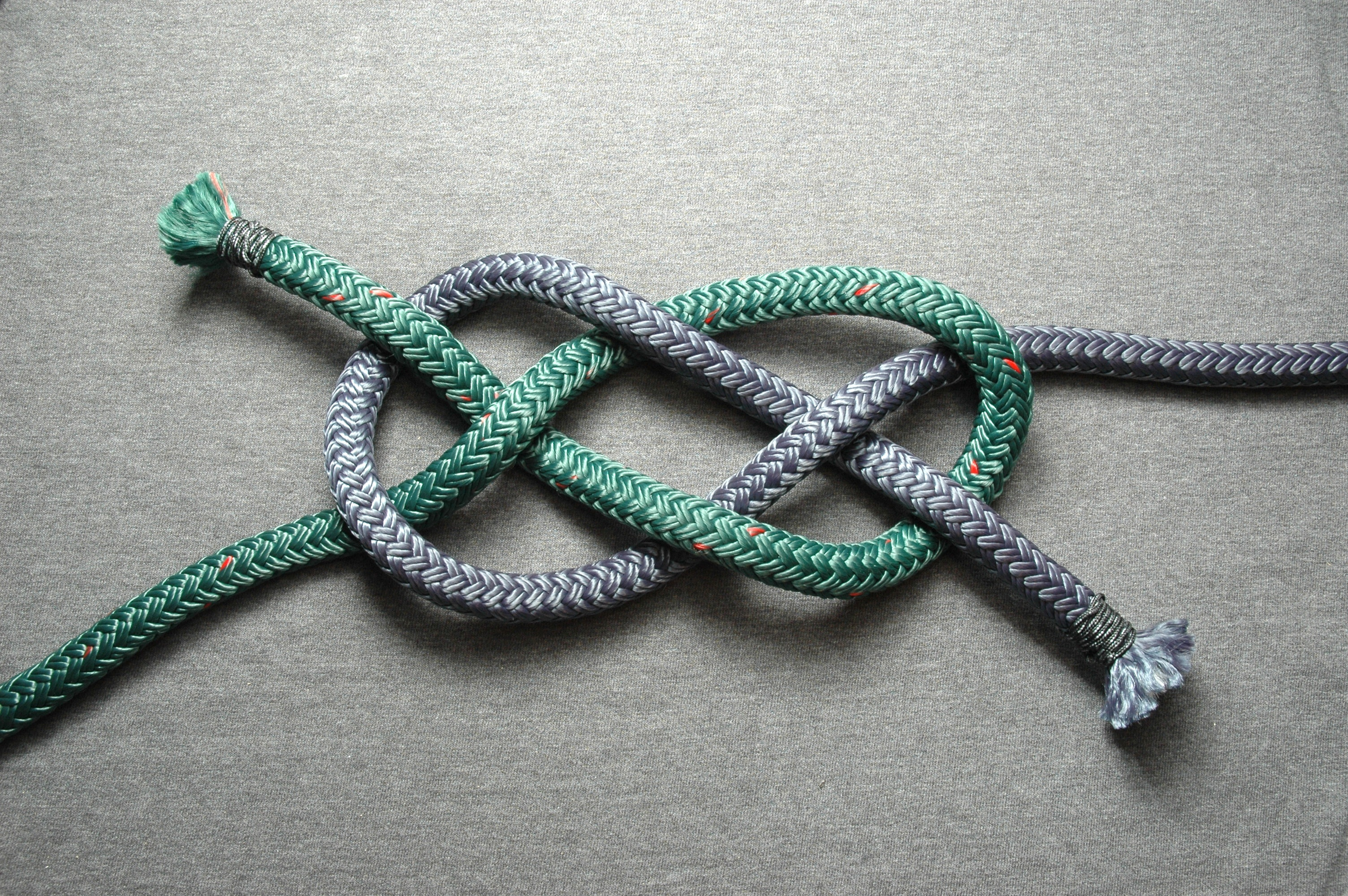
Trossenstek
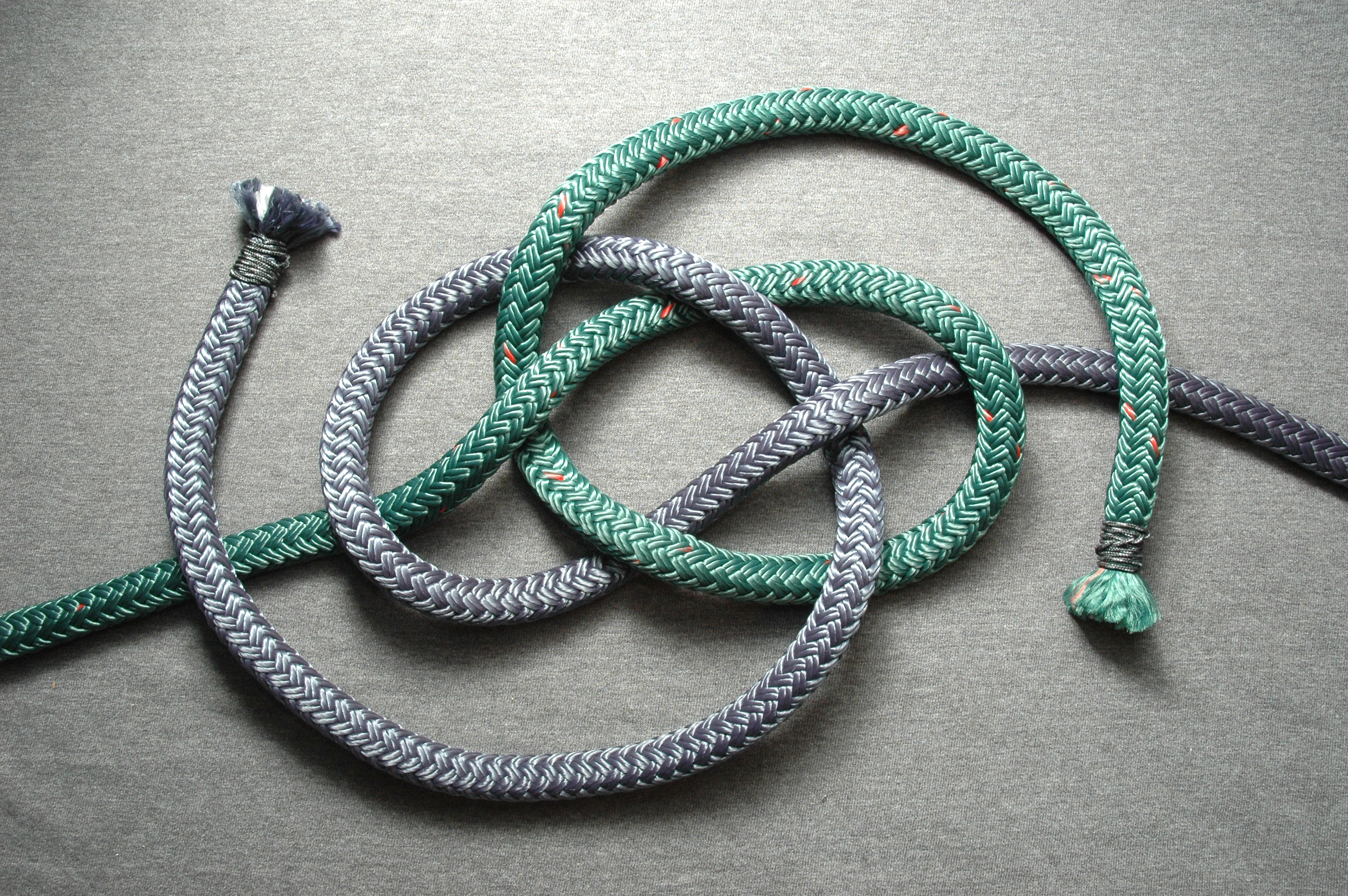
Rundrum
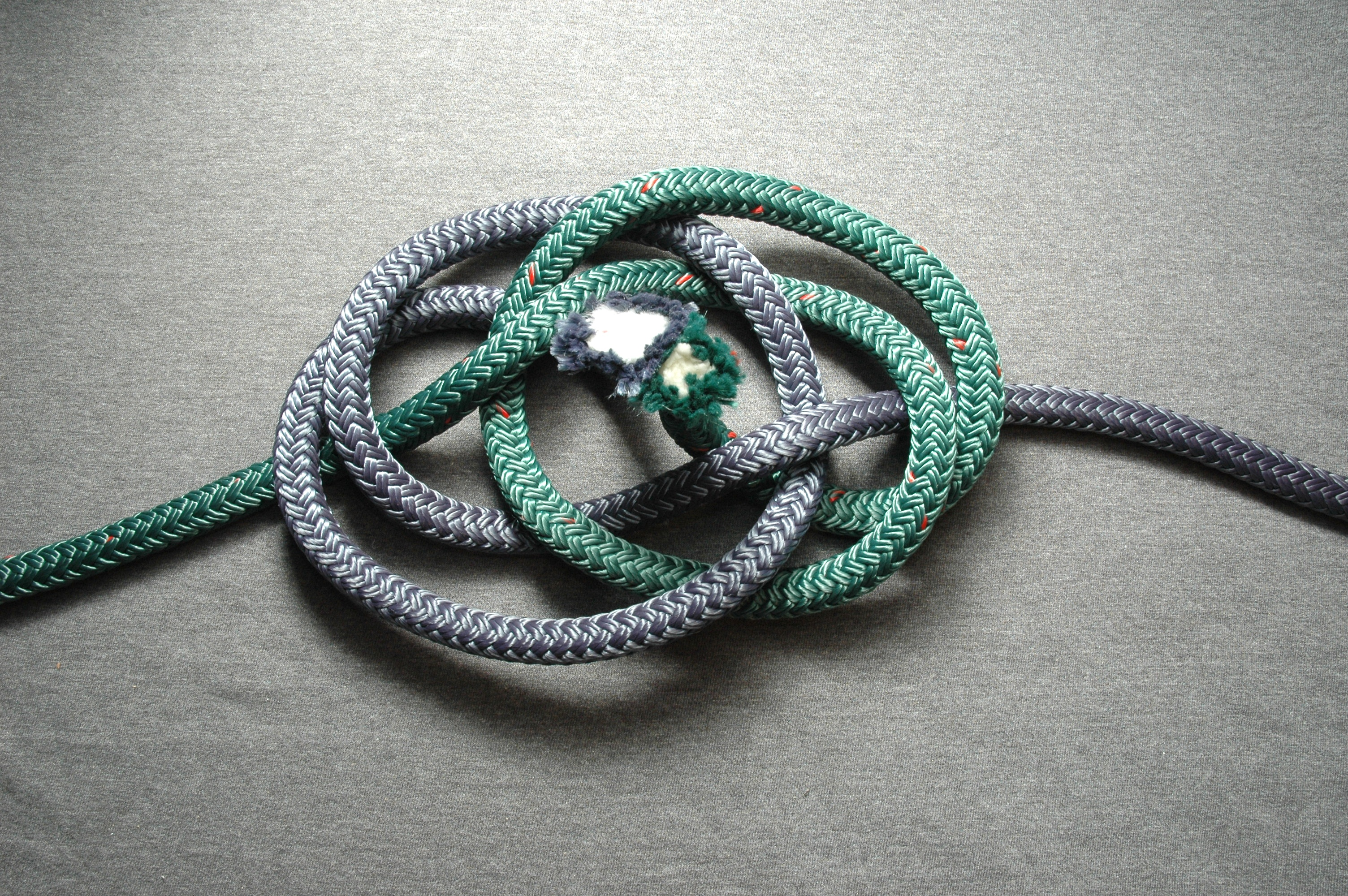
Von unten durch die Mitte
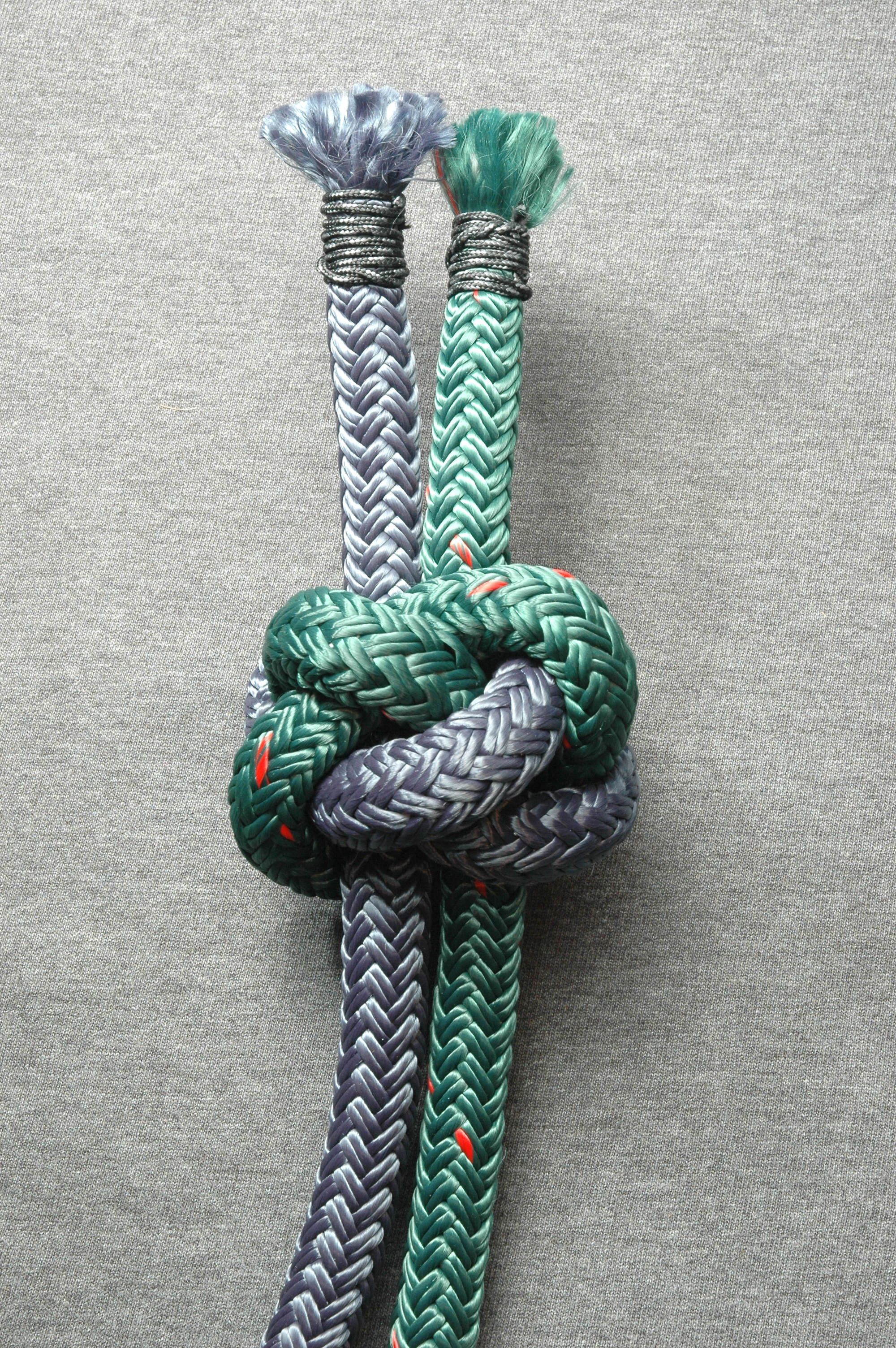
Fertig

### Drei-Strang-Diamantknoten

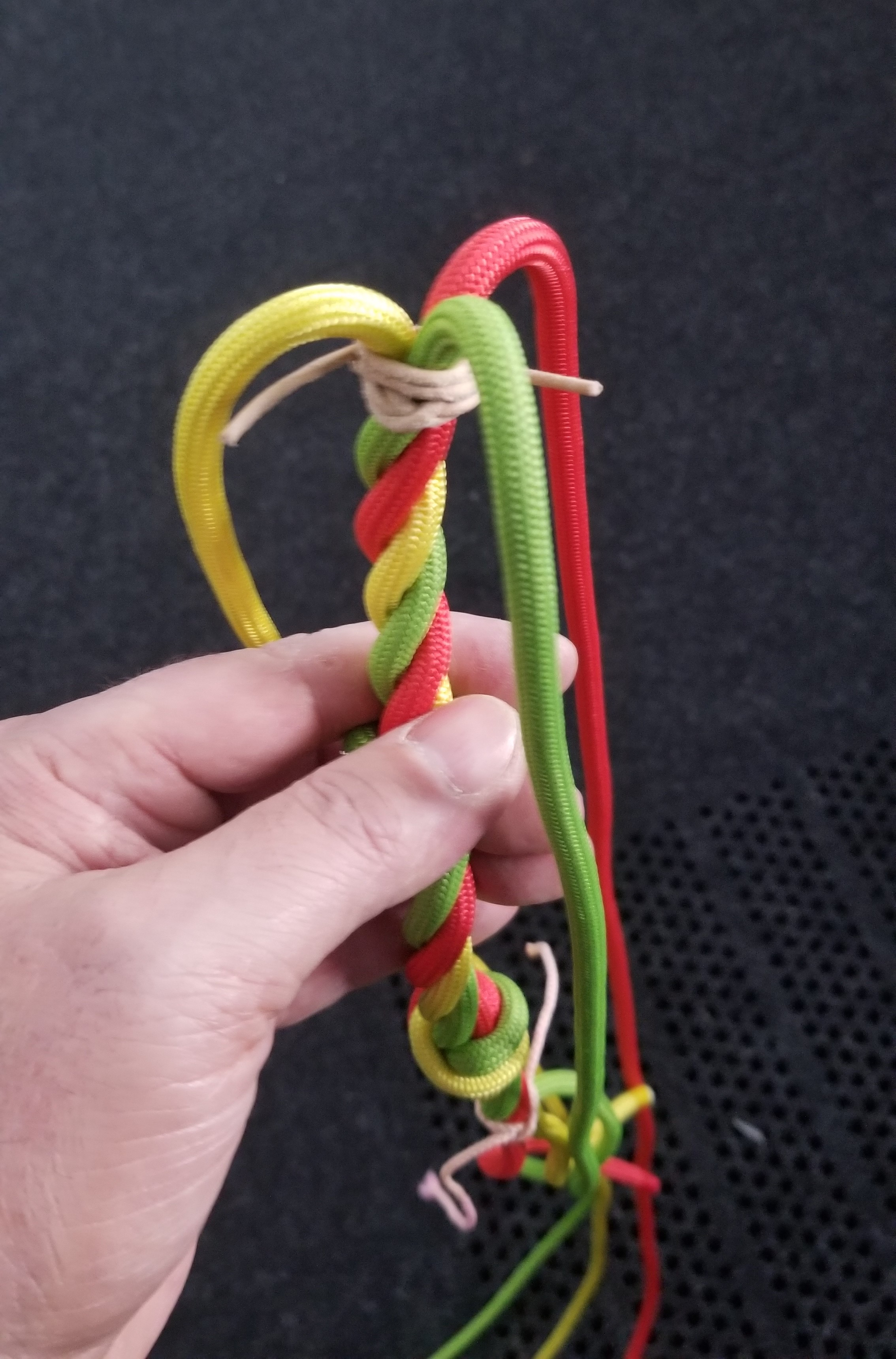
Drei Stränge
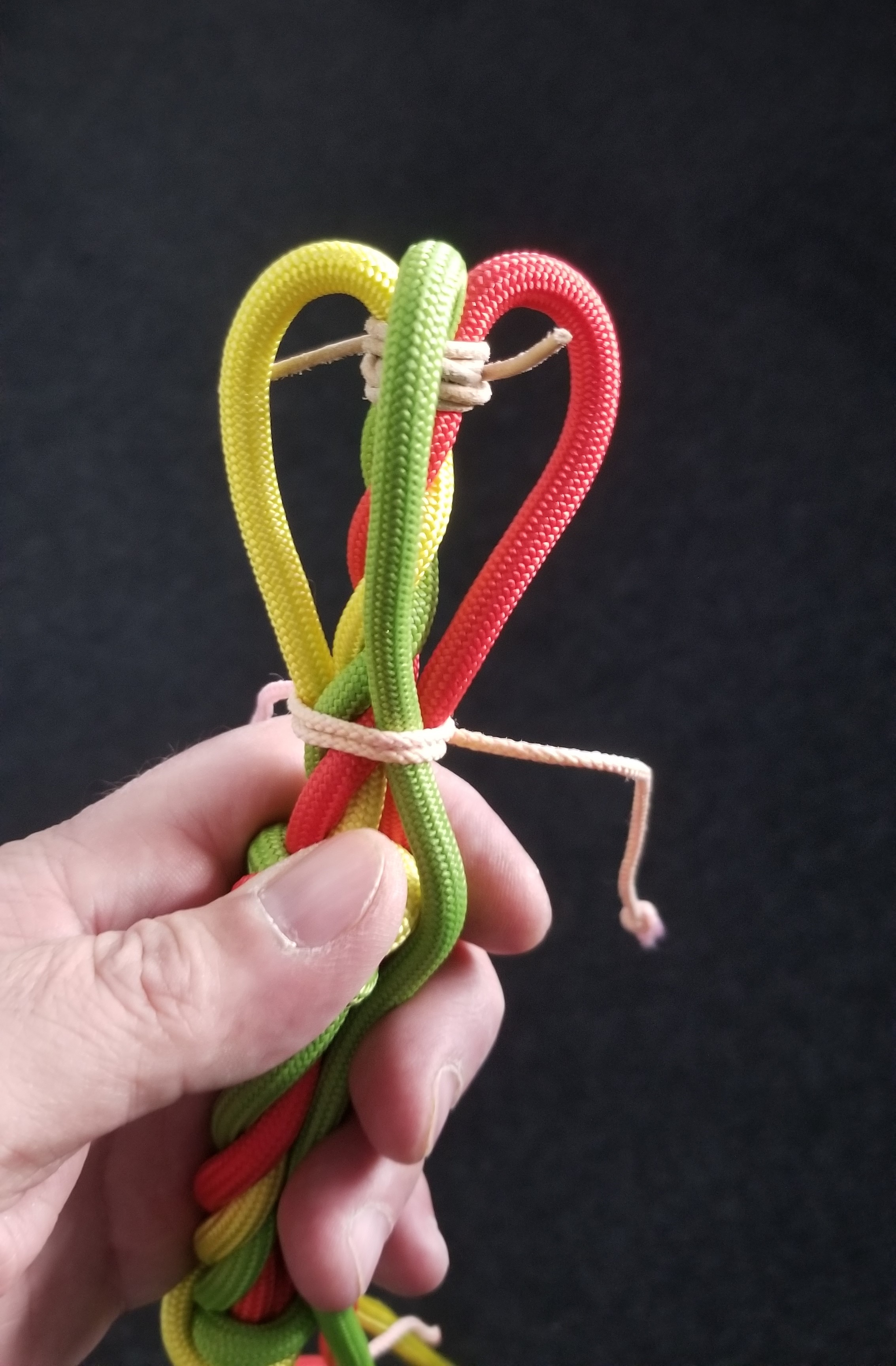
Um die drei Stränge wird unterhalb ein Stopp gebunden. Zum Stopp eignet sich beispielsweise der Würgeknoten
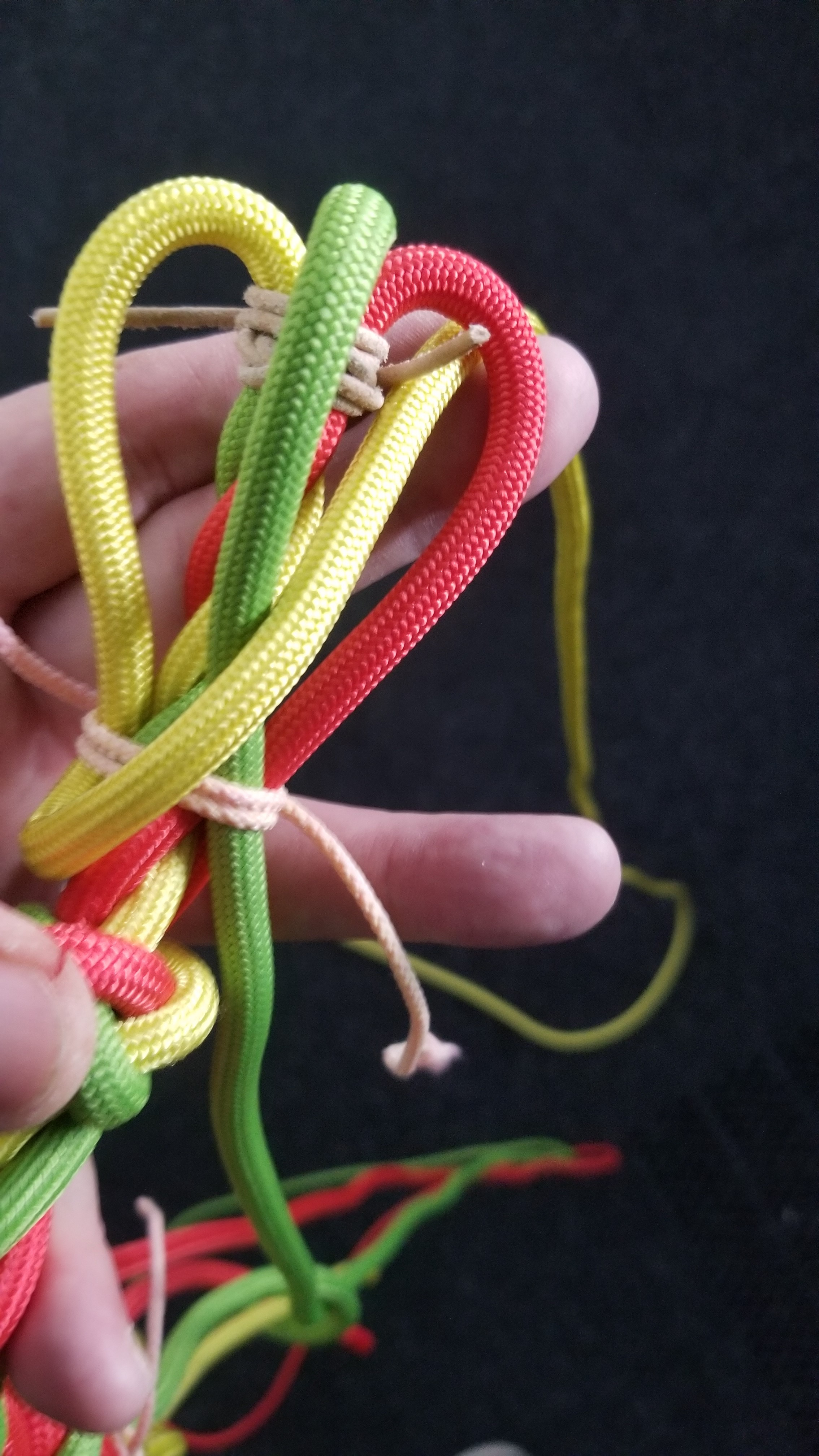
Man hält die Stränge oder Kardeele in einer Hand und mit der anderen Hand führt man irgendein Kardeel (hier gelb) nach rechts über das Kardeel daneben (grün) und nach oben durch das zweite Kardeel (rot). Dabei hängt das Kardeel von der Hand weg
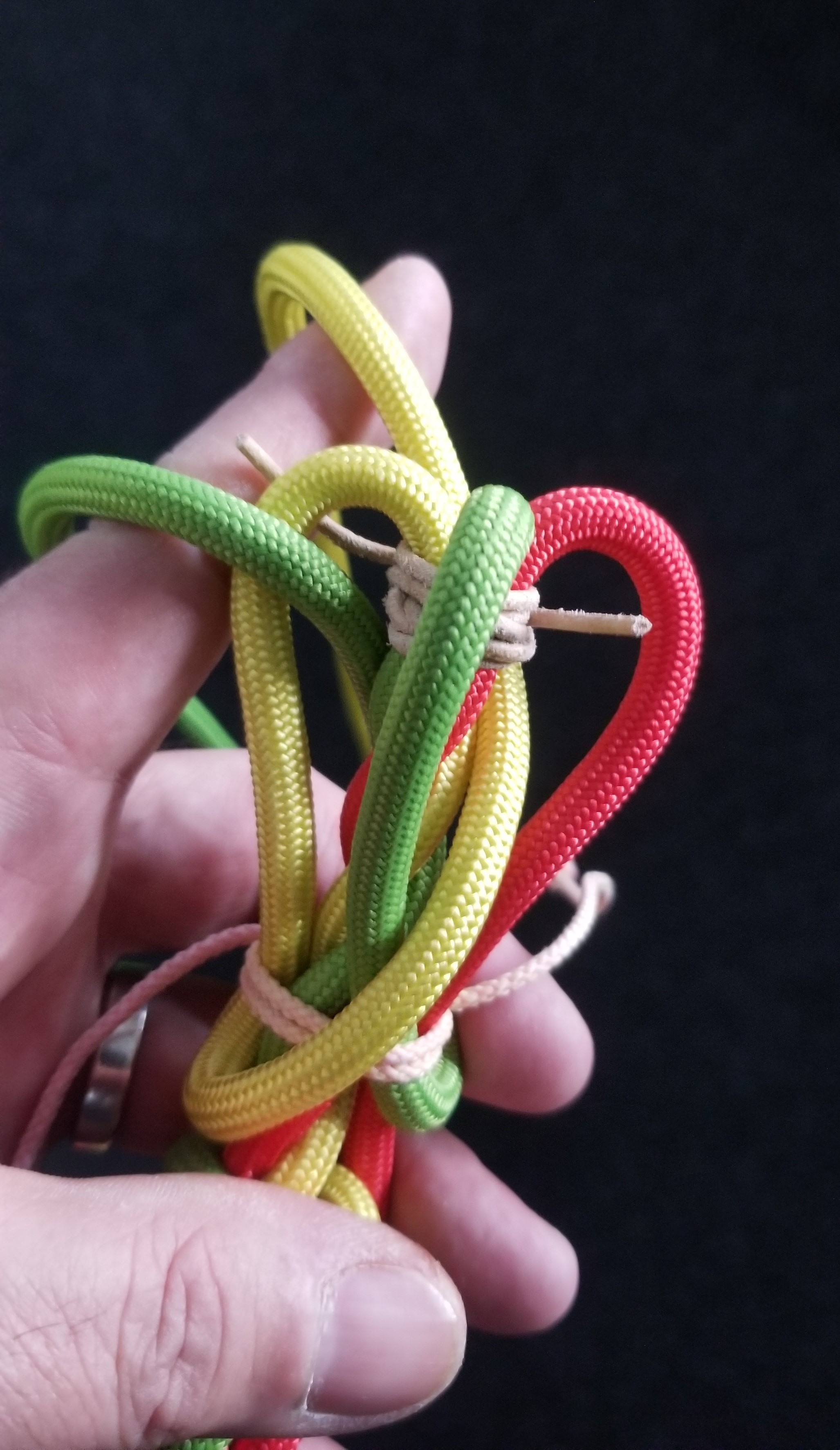
Mit dem nächsten Kardeel (grün), rechts vom ersten (gelb), fährt man ebenfalls nach rechts über das nächste Kardeel (rot), unter das gelbe Kaardel und unten durch die gelbe Schlaufe
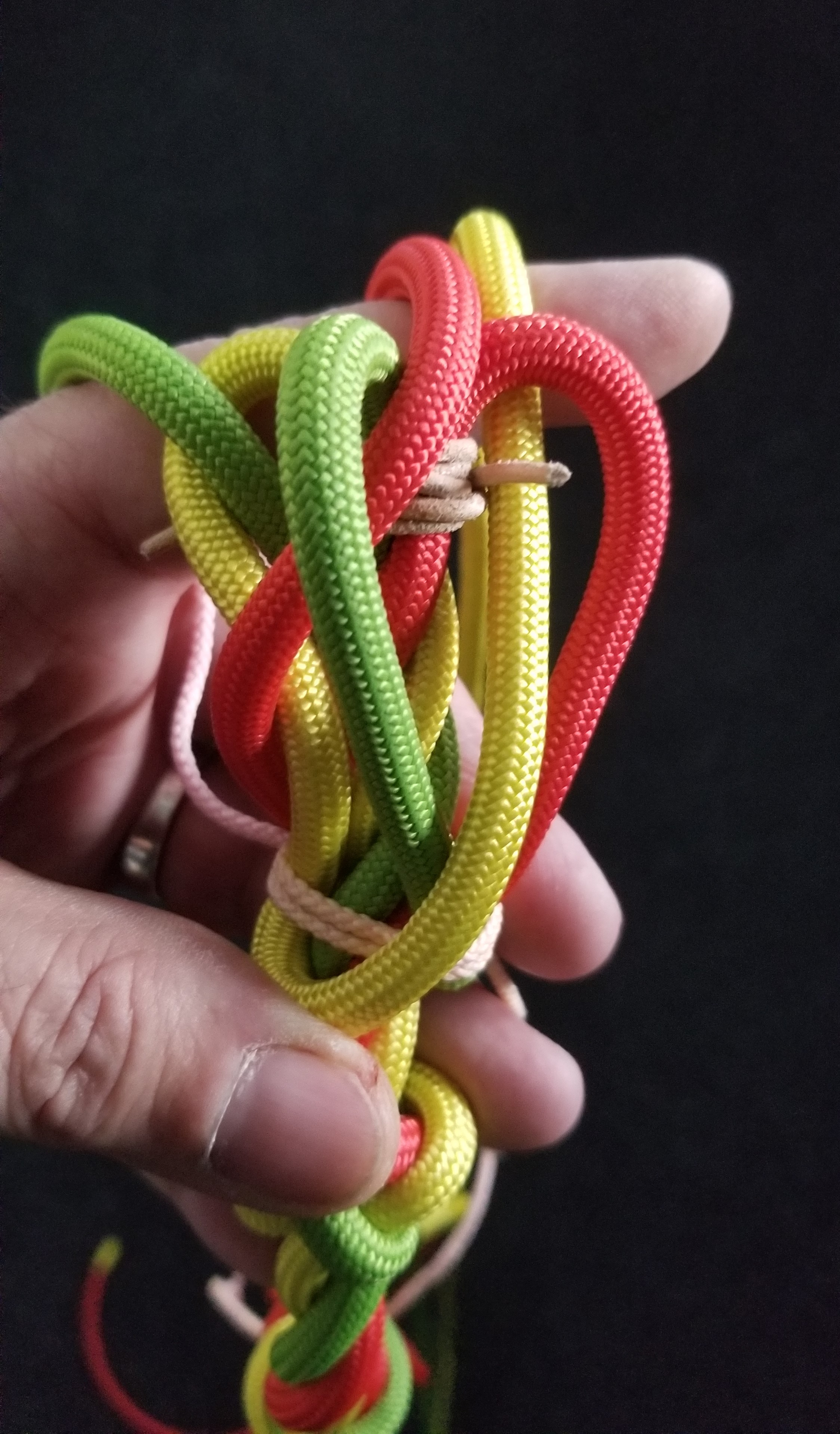
Mit dem dritten Kardeel (rot) wird dasselbe wiederholt. Sind es mehr Kardeele, wird in der gleichen Weise wiederholt, bis alle Kardeele dran waren
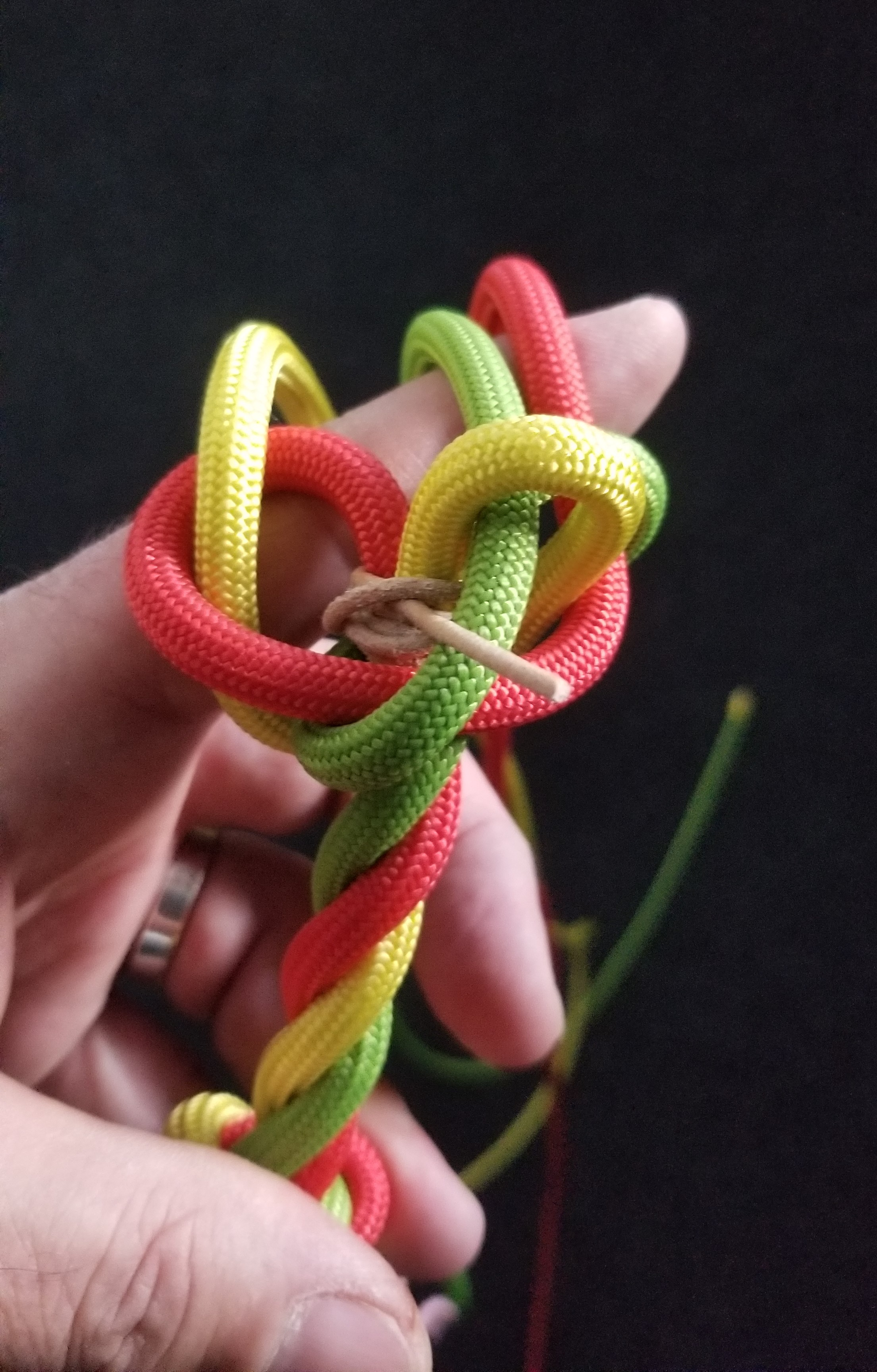
Der Stopp unten wird entfernt
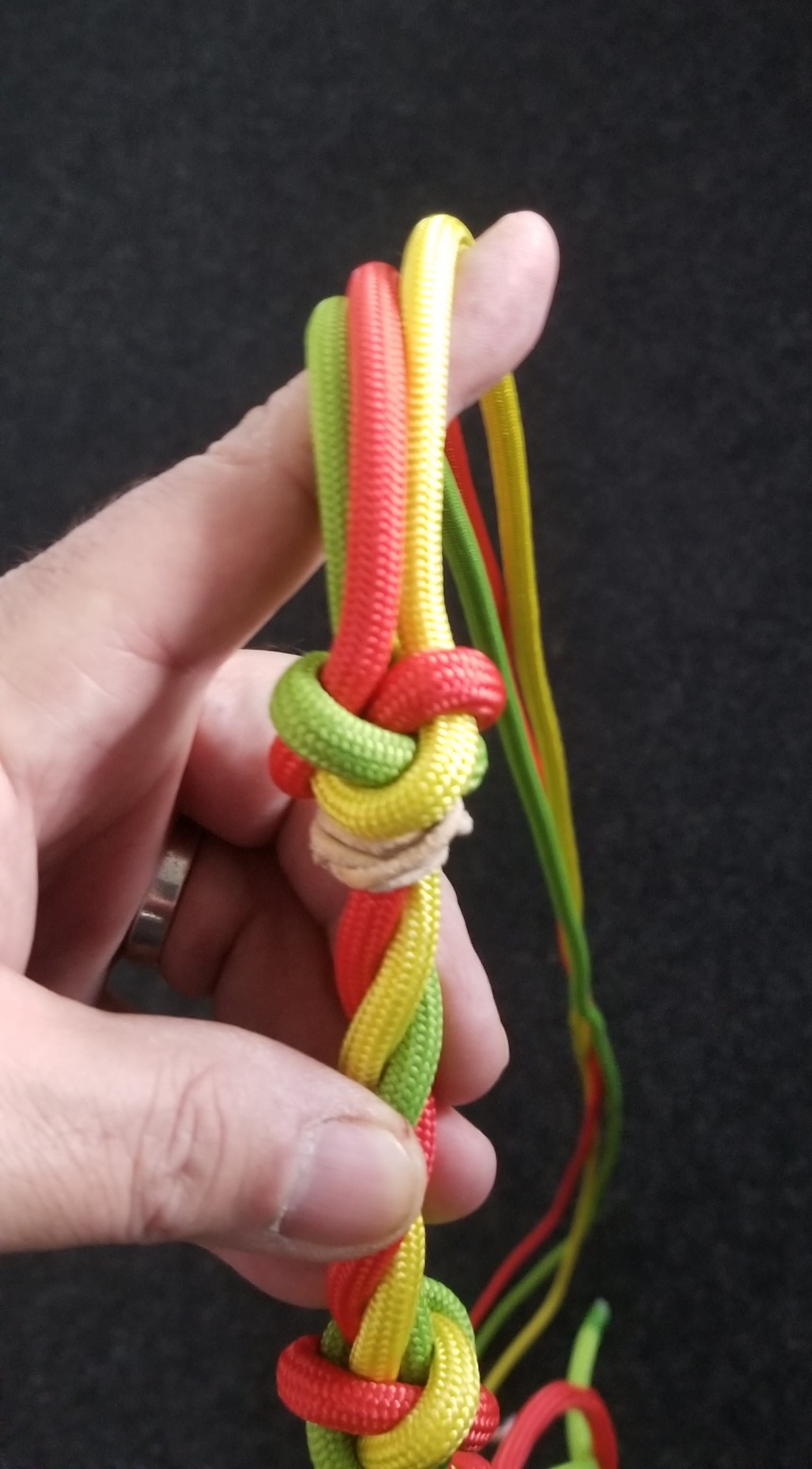
Man arbeitet den Knoten nach oben aus
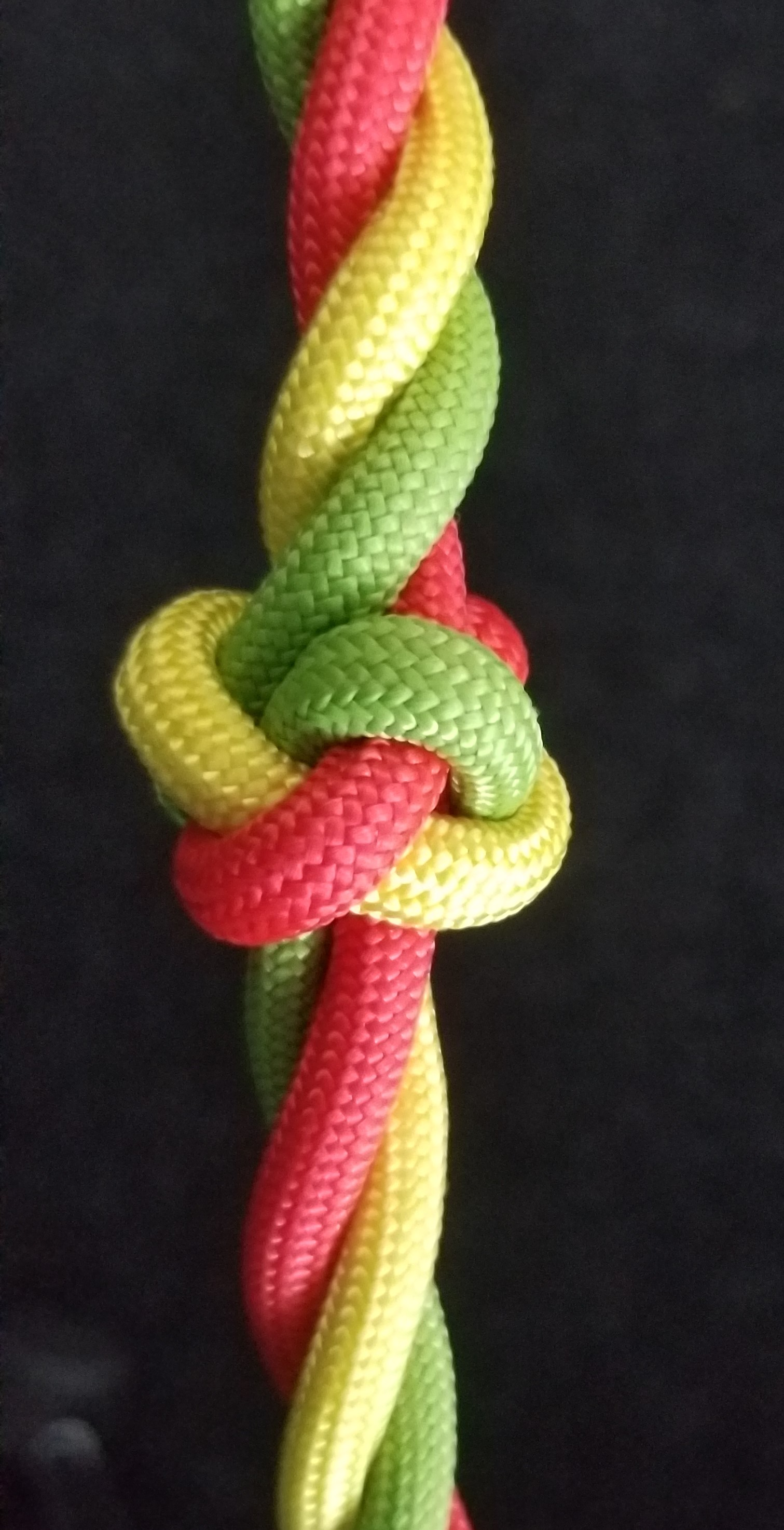
Der Diamantknoten ist fertig. Wenn man will, werden die Enden noch zusammengedreht.

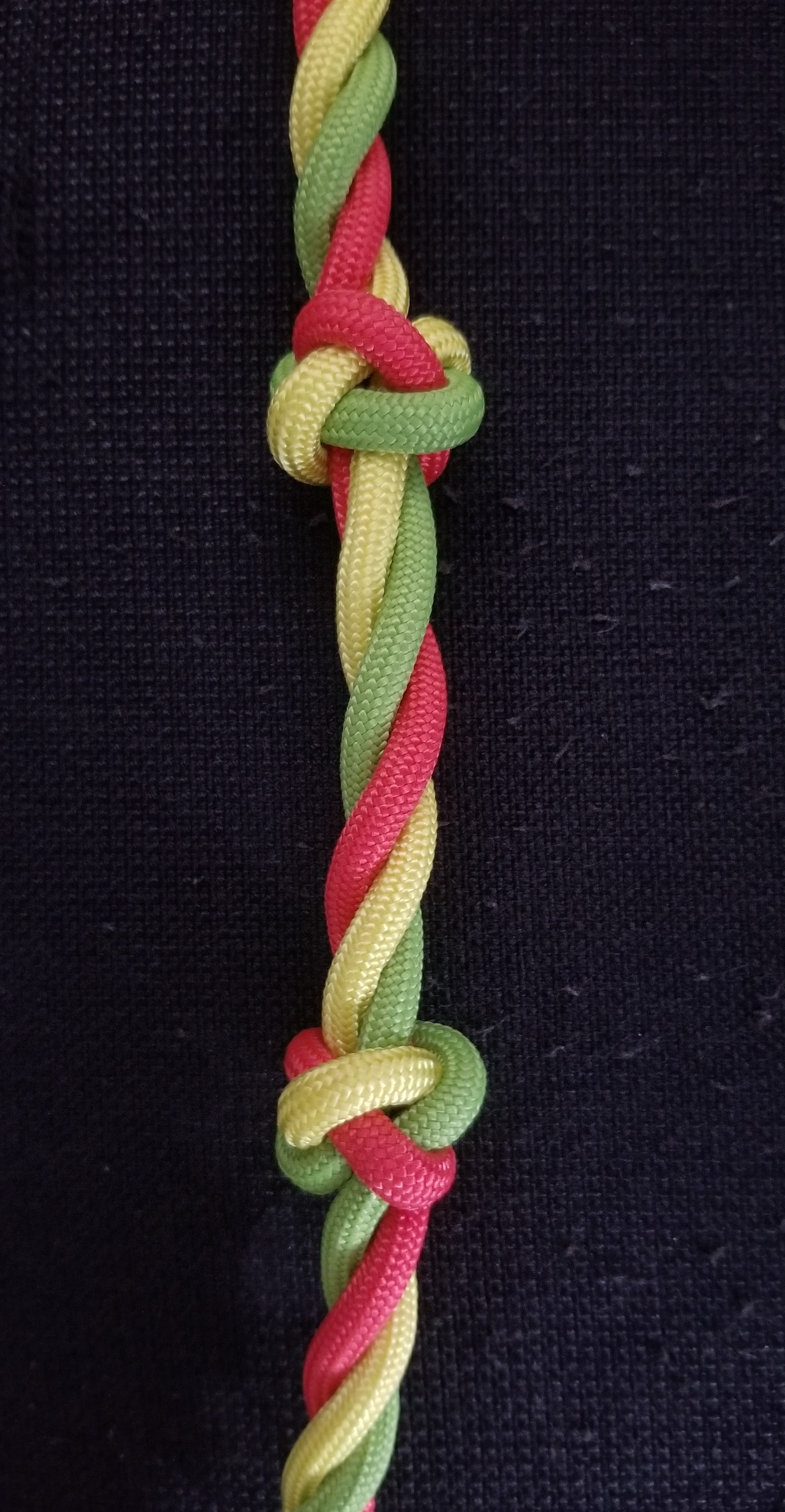
Vergleich von Fußpferdknoten (unten) und Diamantknoten (oben). Vom Aufbau her ist der Fußpferdknoten derselbe wie der Diamantknoten, aber er ist gegenläufig. Die Führung ist kompakter auf dem Ende, der Knoten gibt ein besseres Bild auf dem Fußpferd als der Diamantknoten und er nutzt sich weniger ab, weil der Aufbau glatter ist.

## Alternativen
- Es können auch 4 Leinen zur Verknotung genutzt werden.
- Der Doppelte Diamantknoten ist noch breiter.
- Ein Verdickungsknoten ist auch der Fußpferdknoten
- Als Zierknoten wird auch der Einfache Taljereepsknoten häufig an Lederbändern in Verbindung mit Schmuck verwendet
- In gedrehtem Tauwerk werden ähnliche Verdickungen auch durch Spleißen hergestellt.
- Noch dicker ist die Affenfaust.